# Кирр (остров)
Кирр (нем. Kirr) — остров в озере Батер Бодден к югу от полуострова Фишланд-Дарсс-Цингст на территории Германии. Остров является частью национального парка Переднепомеранские лагуны. До середины XX века остров был разделён на 2 части: Большой Кирр (Große Kirr) и Малый Кирр (Kleine Kirr). Остров не имеет постоянного населения, используется как место наблюдения за птицами.

## Географическое положение
Остров имеет длину 3,5 км и максимальную ширину 1,5 км. Остров возвышается на один метр над уровнем моря, поэтому часто затопляется. Остров отделён от соседнего полуострова проливом Цингстер Штром, который относится к озеру Батер Бодден, которое в свою очередь относится к цепи озёр Дарсс-Цингст-Бодден.
Около 1000 лет назад полуостров Фишланд-Дарс-Цингст представлял собой цепь небольших островов, протянувшихся с запада на восток. Затем, за счёт аккумуляции песчаных осадков, переносимых волнами вдоль побережья Балтийского моря, цепь островов слилась и образовала современный полуостров Фишланд-Дарс-Цингст. Полуостров изолировал озёра Батер Боден и Грабов от моря, накопление озёрных осадков в условиях застойного бассейна привело к появлению небольших островов Кирр и Оие.

## Животный и растительный мир
Остров покрыт маршами и по всей его территории протекают ручьи. Кирр является зоной размножения множества птиц, таких как чернозобик, турухтан, травник, большой веретенник, кулик-сорока, шилоклювка, чибис, серебристая чайка и озёрная чайка. Осенью Кирр на несколько дней становится местом отдыха для тысяч журавлей, которые в это время летят на юг. Сейчас остров является частью национального парка Переднепомеранские лагуны. Поэтому посещение острова без разрешения запрещено.

## Хозяйственное использование
Заселение острова Кирр можно проследить ещё с XV века. Около 1700 года остров был разделён между тремя владельцами: амт Барт (331,6 гектара), город Барт (219 гектаров) и семья Хорн из Дивитца (20 гектаров). На острове существовала крестьянская усадьба. Обычно островом пользовались несколько арендаторов, которые пасли здесь скот, а также занимались земледелием. Им также разрешалось ловить рыбу вокруг острова. Кирр до сих пор частично служит пастбищем для скота. Крестьянская усадьба несколько раз перестраивалась арендаторами. Последний крестьянин жил на Кирре до конца Второй мировой войны.
В 50-х годах XX века остров впервые использовался для туризма: старый фермерский дом стал домом для отдыха транспортных предприятий. В начале 70-х годов немецкая морская компания «Rostock» приобрела усадьбу и продолжала эксплуатировать её как место отдыха. Усадьба была расширена тремя новыми зданиями, которые сегодня сдаются в аренду. К причалу коммуны Цингст, с которого можно приплыть к Кирру, ведёт островная железная дорога.
С 1972 года волонтеры орнитологической ассоциации «Verein Halle e.V.» изучают болотных и водоплавающих птиц, размножающихся на острове. С 1990 года остров Кирр стал частью национального парка Переднепомеранские лагуны.

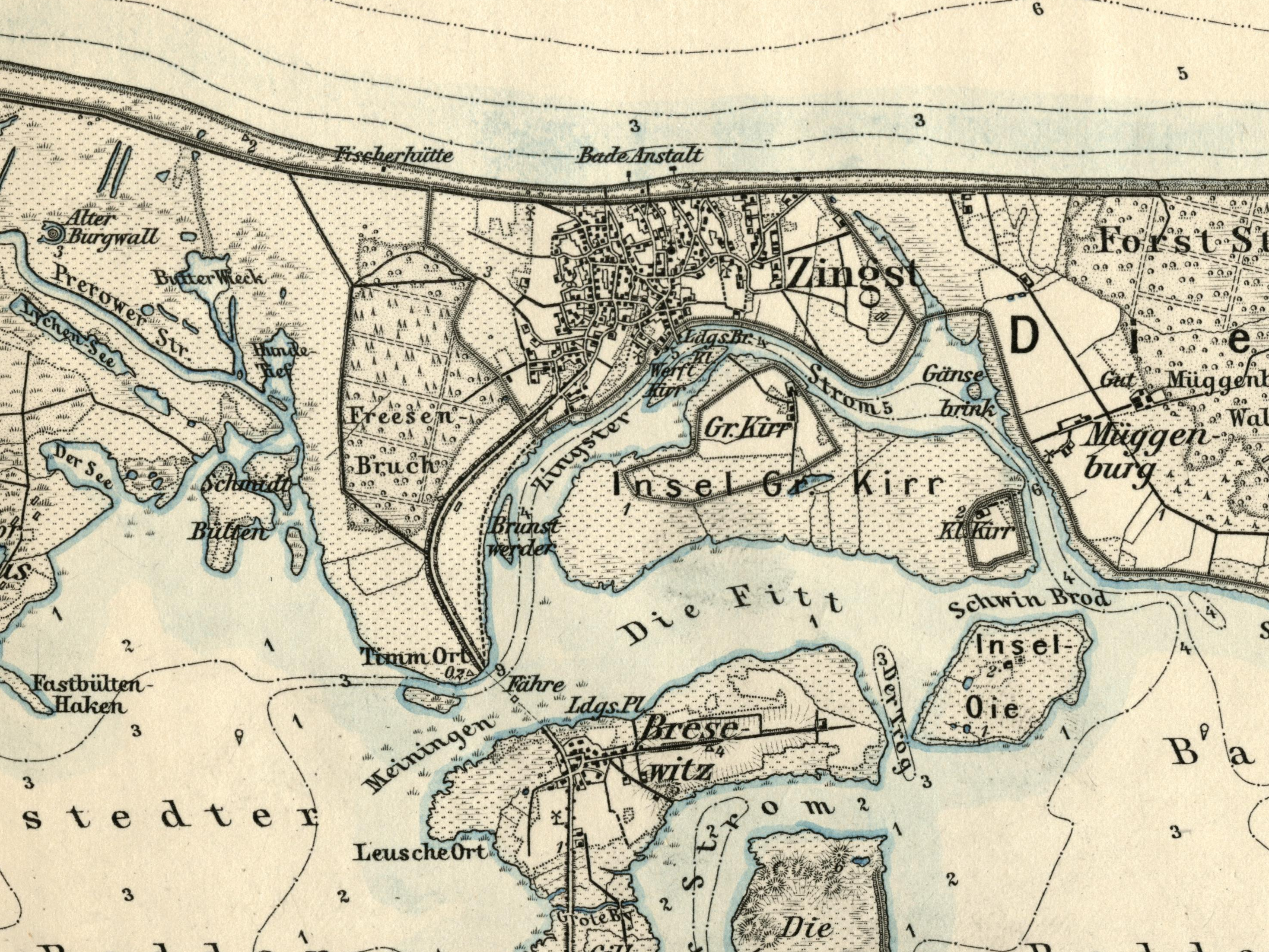
Остров Кирр на карте 1893 года
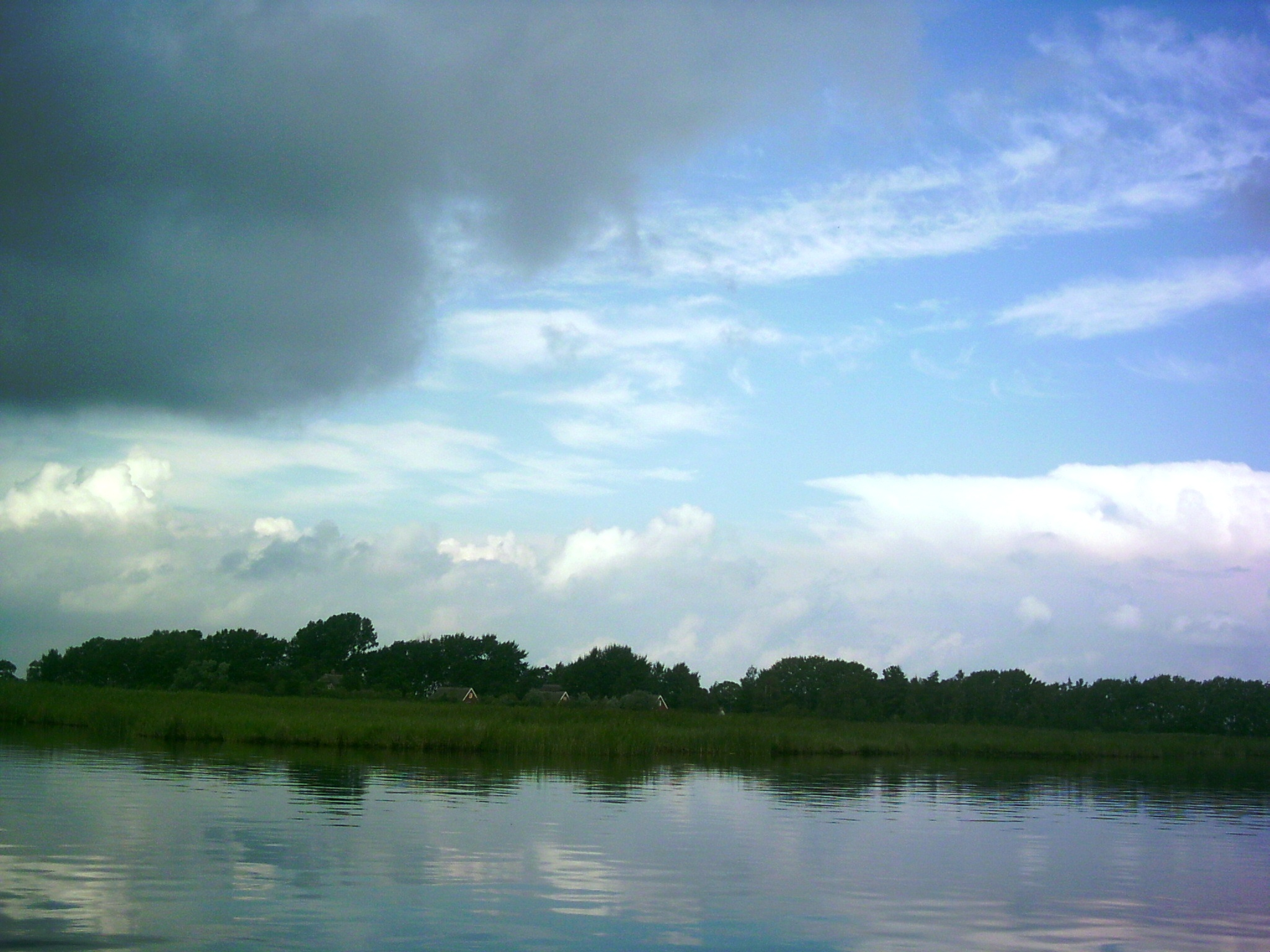
Вид острова Малый Кирр
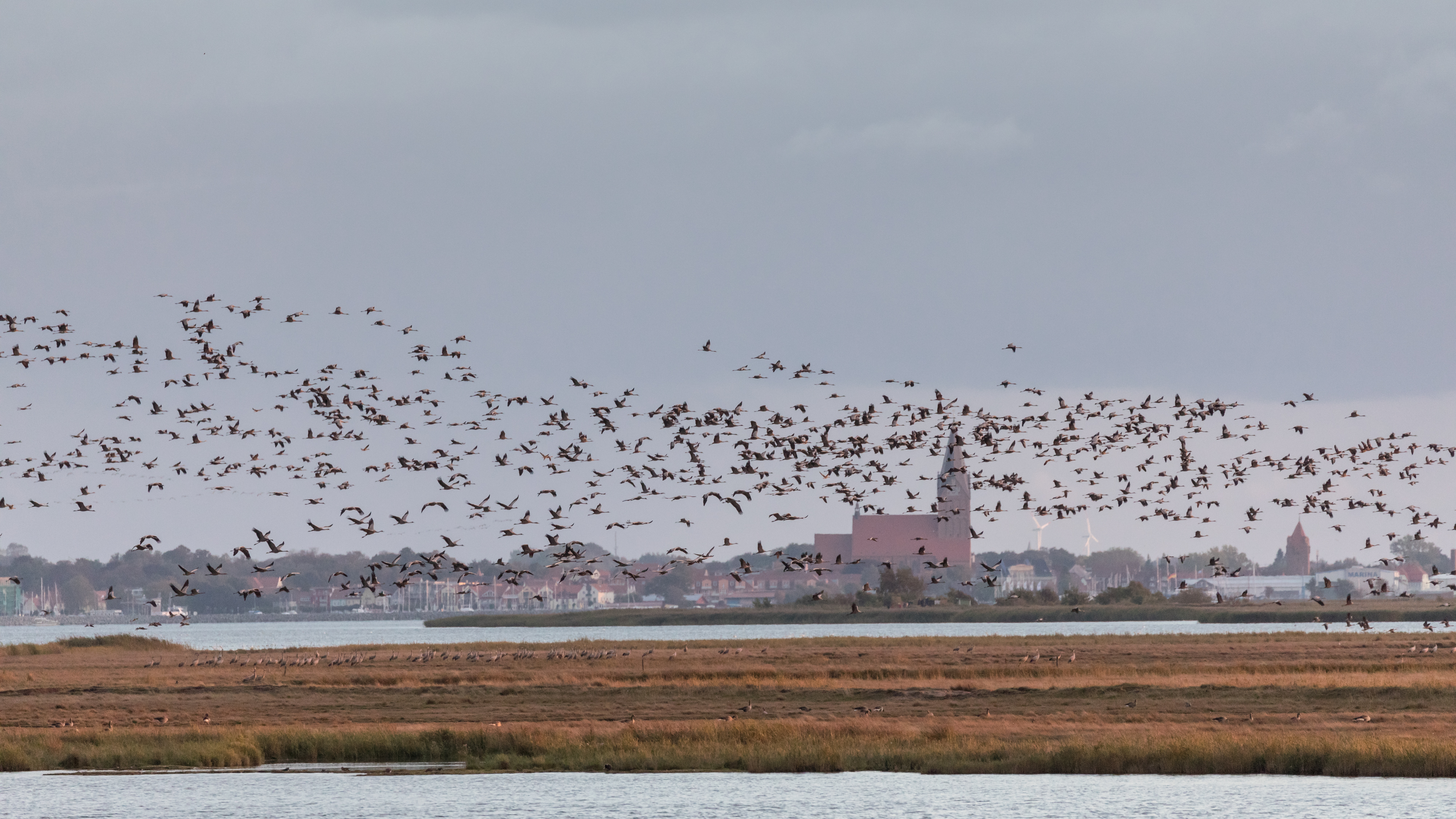
Журавли над островом Большой Кирр